# Campanula tschuktschorum
Campanula tschuktschorum är en klockväxtart som beskrevs av Boris Alexandrovich Jurtzev och Andrej Aleksandrovitj Fjodorov. Campanula tschuktschorum ingår i släktet blåklockor, och familjen klockväxter. Inga underarter finns listade i Catalogue of Life.